# Flughafen Simferopol

i7
i11
i13
Der Internationale Flughafen Simferopol Amet-Chan Sultan (ukrainisch Міжнародний аеропорт «Сімферополь» імені Султана Амет-хана, krimtatarisch Aqmescit Ava Limanı, russisch Международный аэропорт «Симферополь» имени Амет-хана Султана, IATA-Code: SIP, ICAO-Code: UKFF) ist der größte Flughafen auf der Halbinsel Krim. Er befindet sich etwa elf Kilometer nordwestlich der Stadt Simferopol und wurde 1936 eröffnet. Nach der Annexion der Krim 2014 durch Russland wurde von der russischen Regierung beschlossen, den alten maroden Flughafen aufzugeben. Der neue Internationaler Flughafen I. K. Ajwasowski (russisch Международный аэропорт Симферополь имени И. К. Айвазовского) sieht aus wie eine Meereswelle und wurde 2018 eröffnet. Er ist aufgrund der internationalen Nichtanerkennung der Annexion der Krim ausschließlich über russische Fluglinien aus 30 Städten Russlands erreichbar und wurde bis 2022 mit bis zu 250 Flügen in den Spitzenzeiten angeflogen.

## Anbindung
Der Flughafen ist über die Oberleitungsbus-Linie 9 der staatlichen Transportgesellschaft Krymskyj trolejbus mit der Stadt Simferopol verbunden. In früheren Jahren verkehrten außerdem durchgehende Obus-Kurse vom Flughafen über die Überlandstrecke nach Aluschta (Linie 54) und Jalta (Linie 55). Letztere war die längste Obuslinie der Welt.
Seit 2015 verkehrt der Bus- und Trolleybusverkehr ganztägig vom Flughafen bis zum Simferopoler Bahnhof. Die Fahrtzeit liegt bei zehn Minuten.

## Flughafenanlage

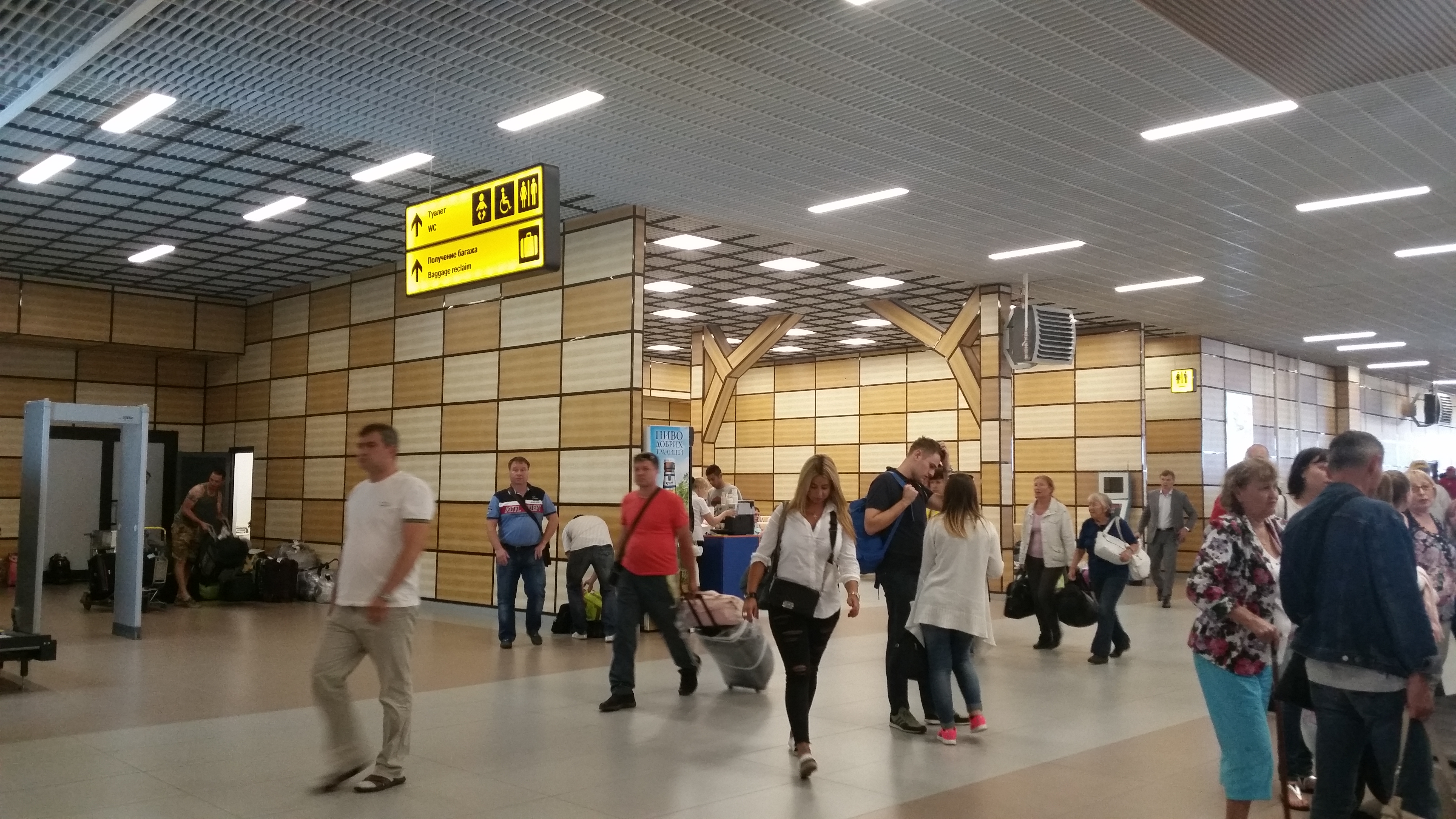
Das alte Terminal B (Transitzone Ankunft) im Juli 2015

Am 9. Mai 2015 wurden zwei neue Terminals eröffnet.
Um das steigende Passagieraufkommen zu bedienen, wurde ab 2016 ein komplett neues Terminal mit einer Kapazität von jährlich 7–10 Mio. Passagieren gebaut. Die Eröffnung dieses neuen Terminals erfolgte am 16. April 2018.
Der gesamte Flugverkehr wird am neuen Terminal abgefertigt. Terminal A und Terminal B stellten ihren Betrieb komplett ein.

## Geschichte
Der Flughafen Simferopol war vormals einer von zwei Ersatzlandeplätzen (neben Chorol) des russischen Raumfähren-Programms Buran und dafür mit einem nur von der Raumfähre verwendeten Landesystem ausgerüstet. Die Fluggesellschaft Air Onix war bis zu ihrer Insolvenz im Dezember 2013 auf dem Flughafen ansässig.
Der Betrieb am Flughafen Simferopol wurde am 24. Februar 2022 mit dem russischen Überfall auf die Ukraine eingestellt.

## Statistik
| Jahr | Passagiere | Veränderung |
| ---- | ---------- | ----------- |
| 2008 | 855.000    | -           |
| 2009 | 751.000    | ▼ 12,2 %    |
| 2010 | 845.000    | ▲ 12,5 %    |
| 2011 | 964.000    | ▲ 14,1 %    |
| 2012 | 1.114.000  | ▲ 15,6 %    |
| 2013 | 1.204.000  | ▲ 8,1 %     |
| 2014 | 2.800.000  | ▲ 132,6 %   |
| 2015 | 5.000.000  | ▲ 78,6 %    |
| 2016 | 5.201.522  | ▲ 4,0 %     |
| 2017 | 5.128.740  | ▼ 1,4 %     |
| 2018 | 5.146.000  | ▲ 0,3 %     |
| 2019 | 5.140.000  | ▼ 0,1 %     |